# Maria van Champagne
Maria van Champagne (ca. 1174 — Akko, 29 augustus 1204) was de eerste Latijnse keizerin-gemalin van Constantinopel door haar huwelijk met keizer Boudewijn I. Zij trad tijdens de afwezigheid van haar echtgenoot van 1202 tot 1204 op als regent van Vlaanderen.

## Leven
Maria was een dochter van graaf Hendrik I van Champagne, en Maria, dochter van koning Lodewijk VII van Frankrijk.
Volgens de kroniek van Giselbert van Bergen werd Maria op 13 mei 1179 officieel verloofd met Boudewijn, zoon van de graaf van Vlaanderen en Henegouwen, aan wie ze al in 1171 was beloofd om mee te zullen trouwen. Haar verloofde was Boudewijn VI, zoon van graaf Boudewijn V van Henegouwen en gravin Margaretha I van Vlaanderen.

### Gravin-gemalin van Vlaanderen
Op 6 januari 1186 traden Maria en Boudewijn te Valenciennes in het huwelijk.
De jonge gravin-gemalin reikte in haar eigen naam oorkondes uit en leek een zwakke plek te hebben gehad voor de steden in Vlaanderen. In 1200 stelden zij en haar echtgenoot ook de abdijen van Ninove en Bohéries vrij van elke tol op hun grondgebied.
In 1200 namen zij en haar echtgenoot in Brugge het kruis op. Op 14 april 1202 verliet haar echtgenoot Vlaanderen om aan de Vierde Kruistocht deel te nemen. Tijdens de afwezigheid van haar man trad Maria op als regent voor Vlaanderen.
Maria zelf verliet Vlaanderen om zich bij haar man in Outremer te voegen. Volgens Godfried van Villehardouin en andere auteurs kon ze hem niet eerder op kruistocht vervoegen omdat ze op het moment van zijn vertrek zwanger was. Na de geboorte van het kind, Margaretha, en voldoende te zijn hersteld, trok ze erop uit om zich bij hem te voegen.
Ze zeilde uit vanuit de haven van Marseille en landde in Akko. Daar ontving ze de hommage van Bohemund IV van Antiochië.

### Latijnse keizerin-gemalin van Constantinopel
De kruistocht van haar man was afgeweken richting Constantinopel, hoofdstad van het Byzantijnse Rijk, waar de kruisvaarders de stad veroverden en plunderden. Daarop besloten ze om een Latijns Keizerrijk op te richten om de plaats in te nemen van het gevallen Grieks-Byzantijnse Rijk. Op 9 mei 1204 werd Boudewijn tot eerste Latijnse keizer van Constantinopel verkozen, waardoor Maria keizerin-gemalin werd. Het was pas toen ze in Akko aankwam dat haar het nieuws bereikte van de val van Constantinopel en de uitroeping van Boudewijn tot nieuwe keizer. Ze wilde naar Constantinopel afvaren, maar werd ziek en overleed in het Heilige Land.
Het nieuws van haar overlijden bereikte Constantinopel via versterkingen van kruisvaarders uit Syrië. Boudewijn werd gezegd erg aangedaan te zijn door de dood van zijn vrouw. Villehardouin vermeldt dat Maria "een gracieuze en deugdzame dame was en in hoge eer werd gehouden".

## Kinderen
Het koppel had, voor zover bekend, twee kinderen:
- Johanna, gravin van Vlaanderen (1199/1200 – 5 december 1244), die ook keizerin van Constantinopel werd.
- Margaretha II, gravin van Vlaanderen (2 juni 1202 – 10 februari 1280).

## Voorouders
| Voorouders van Maria van Champagne (1174-1204) | Voorouders van Maria van Champagne (1174-1204)                                  | Voorouders van Maria van Champagne (1174-1204)                                  | Voorouders van Maria van Champagne (1174-1204)                                  | Voorouders van Maria van Champagne (1174-1204)                                  | Voorouders van Maria van Champagne (1174-1204)                                  | Voorouders van Maria van Champagne (1174-1204)                                  | Voorouders van Maria van Champagne (1174-1204)                                 | Voorouders van Maria van Champagne (1174-1204)                                 |
| ---------------------------------------------- | ------------------------------------------------------------------------------- | ------------------------------------------------------------------------------- | ------------------------------------------------------------------------------- | ------------------------------------------------------------------------------- | ------------------------------------------------------------------------------- | ------------------------------------------------------------------------------- | ------------------------------------------------------------------------------ | ------------------------------------------------------------------------------ |
| Overgrootouders                                | Stefanus II van Blois (1045-1102) ∞ Adela van Engeland (1062-1137)              | Stefanus II van Blois (1045-1102) ∞ Adela van Engeland (1062-1137)              | Engelbert van Karinthië (1070-1141) ∞ Uta van Passau (-)                        | Engelbert van Karinthië (1070-1141) ∞ Uta van Passau (-)                        | Lodewijk VI van Frankrijk (1081-1137) ∞ 1115 Adelheid van Maurienne (1092-1154) | Lodewijk VI van Frankrijk (1081-1137) ∞ 1115 Adelheid van Maurienne (1092-1154) | Willem X van Aquitanië (1099-1137) ∞ Aenor van Chatellerault                   | Willem X van Aquitanië (1099-1137) ∞ Aenor van Chatellerault                   |
| Grootouders                                    | Theobald IV van Blois (1190-1152) ∞ Mathilde van Sponheim-Karinthië (1205-1241) | Theobald IV van Blois (1190-1152) ∞ Mathilde van Sponheim-Karinthië (1205-1241) | Theobald IV van Blois (1190-1152) ∞ Mathilde van Sponheim-Karinthië (1205-1241) | Theobald IV van Blois (1190-1152) ∞ Mathilde van Sponheim-Karinthië (1205-1241) | Lodewijk VII van Frankrijk (1120-1180) ∞ Eleonora van Aquitanië (1122/24-1204)  | Lodewijk VII van Frankrijk (1120-1180) ∞ Eleonora van Aquitanië (1122/24-1204)  | Lodewijk VII van Frankrijk (1120-1180) ∞ Eleonora van Aquitanië (1122/24-1204) | Lodewijk VII van Frankrijk (1120-1180) ∞ Eleonora van Aquitanië (1122/24-1204) |
| Ouders                                         | Hendrik I van Champagne (1126-1181) ∞ Maria van Frankrijk (1145-1198)           | Hendrik I van Champagne (1126-1181) ∞ Maria van Frankrijk (1145-1198)           | Hendrik I van Champagne (1126-1181) ∞ Maria van Frankrijk (1145-1198)           | Hendrik I van Champagne (1126-1181) ∞ Maria van Frankrijk (1145-1198)           | Hendrik I van Champagne (1126-1181) ∞ Maria van Frankrijk (1145-1198)           | Hendrik I van Champagne (1126-1181) ∞ Maria van Frankrijk (1145-1198)           | Hendrik I van Champagne (1126-1181) ∞ Maria van Frankrijk (1145-1198)          | Hendrik I van Champagne (1126-1181) ∞ Maria van Frankrijk (1145-1198)          |

## Historische bronnen
- Alberik van Trois-Fontaines, Chronica Alberici Monachi Trium Fontium.
- Giselbert van Bergen, Chronicon Hanoniense (Kroniek van Henegouwen).
- Godfried van Villehardouin, De la Conquête de Constantinople.